# I Can't Stop Loving You
"I Can't Stop Loving You" es una canción escrita por el cantante y compositor Don Gibson. Fue grabada el 3 de diciembre de 1957 para RCA Victor Records y publicada en 1958 como cara B del sencillo "Oh, Lonesome Me", convirtiéndose en un doble sencillo de éxito en las listas country. Hasta 2003, año del fallecimiento de Gibson, la canción había sido grabada por más de setecientos artistas, entre las versiones más exitosas, se encuentra la de Ray Charles, que alcanzó el número 1 de la lista Billboard.

## Composición
Gibson escribió ambas canciones, "I Can't Stop Loving You" y "Oh, Lonesome Me", el 7 de junio de 1957, en Knoxville, Tennessee. "Me senté a escribir una balada de amor perdido", dijo Gibson en el libro de Dorothy Horstman de 1975, Sing Your Heart Out, Country Boy. “Después de escribir varias líneas de la canción, miré hacia atrás y vi la línea 'I Can't Stop Loving You' (No puedo dejar de amarte). Dije: "Ese sería un buen título, así que seguí adelante y lo reescribí en su forma actual."

### Posicionamiento en listas
| Lista (1958)                       | Posicionamiento |
| ---------------------------------- | --------------- |
| Noruega (VG-lista)                 | 2               |
| Estados Unidos (Hot Country Songs) | 7               |
| Estados Unidos (Billboard Hot 100) | 81              |

## Versión de Ray Charles
La canción fue lanzada como sencillo por Ray Charles en 1962 e incluida en el álbum Modern Sounds in Country and Western Music. La versión de Charles alcanzó el número uno de la lista Billboard Hot 100 durante cinco semanas. También llegó al número uno en las listas R&B y Adult Contemporary. Billboard la calificó como segunda mejor canción de 1962. A nivel internacional, en julio de 1962, llegó al número uno en la lista UK Singles Chart del Reino Unido y en la lista Kvällstoppen de Suecia.
La revista Rolling Stone la incluyó en el puesto número 164 de su lista  las 500 mejores canciones de todos los tiempos. Por su parte, el canal de televisión estadounidense CMT la eligió como la número 49 de su lista de "Las 100 mejores canciones de música country".
Esta versión fue incluida en la banda sonora de la película Metrópolis, de 2001.

### Posicionamiento el listas
| Lista (1962)                         | Posicionamiento |
| ------------------------------------ | --------------- |
| Australia (Kent Music Report)        | 1               |
| Finlandia (Suomen virallinen)        | 2               |
| Noruega (VG-Lista)                   | 4               |
| Suecia (Kvällstoppen)                | 1               |
| Suecia (Tio i Topp)                  | 1               |
| Estados Unidos (Billboard Hot 100)   | 1               |
| Estados Unidos Billboard R&B Singles | 1               |
| Estados Unidos (Adult Contemporary)  | 1               |
| Reino Unido UK Singles Chart         | 1               |

## Otras versiones
La canción ha sido versionada por múltiples artistas, Elvis Presley la incluyó entre su repertorio, y la estuvo interpretando en directo desde 1969 hasta su último tour en 1977, incluyendo una versión el álbum Elvis in Person at the International Hotel, Las Vegas, Nevada. Otras versiones destacadas fueron; Kitty Wells, cuya versión incluida en el álbum Kitty Wells' Golden Favorites, alcanzó el número tres de la lista Billboard magazine country chart en 1958, Roy Orbison, que la incluyó en el álbum Sings Lonely and Blue, Count Basie, cuya grabación, con arreglos de Quincy Jones, ganó en 1962 el Grammy al mejor arreglo instrumental, Ray Anthony, Johnny Tillotson, Paul Anka, Faron Young, Frank Sinatra, Jim Reeves, Ike & Tina Turner, Duke Ellington, Andy Williams, Jerry Lee Lewis, Donna Hightower, Sammi Smith, Millie Jackson, Van Morrison, que la incluyó en su álbum de 1991,Hymns to the Silence y posteriormente en Live at Austin City Limits Festival, Anne Murray, Martina McBride o Bryan Adams. 
En 1972, la versión de Conway Twitty alcanzó el número 1 de la lista Billboard Hot Country Singles chart. Dolly Parton y Chet Atkins interpretaron la canción, con Atkins a la guitarra, en el The Porter Wagoner Show de 1974.